# Tenkanzan
Tenkanzan (koreanska: 천관산, Cheongwansan) är ett berg i Sydkorea.   Det ligger i provinsen Södra Jeolla, i den södra delen av landet, 300 km söder om huvudstaden Seoul. Toppen på Tenkanzan är 723 meter över havet.
Terrängen runt Tenkanzan är kuperad åt nordväst, men åt sydost är den platt. Havet är nära Tenkanzan österut. Tenkanzan är den högsta punkten i trakten. Trakten runt Tenkanzan består till största delen av jordbruksmark.